# Walter De Maria
Walter Joseph De Maria (Albany, 1 oktober 1935 – Los Angeles, 25 juli 2013) was een Amerikaans kunstenaar, beeldhouwer, musicus en filmmaker, die voornamelijk in New York woonde en werkte. De Maria's artistieke praktijk is verbonden met minimal art, conceptuele kunst en land art uit de jaren 1960 en later.
Michael Govan, directeur van het Los Angeles County Museum of Art en voormalig medewerker van De Maria, noemde hem in zijn necrologie in de Los Angeles Times "een van de grootste kunstenaars van onze tijd".

## Biografie
Water De Maria werd geboren in de plaats Albany in de San Francisco Bay Area, waar zijn ouders een restaurant dreven en op sociaal gebied actief waren. Zijn eerste interesse was gericht op de muziek, aanvankelijk piano, later percussie. Al in 1946 werd hij lid van een vakbond voor musici. Daarnaast was hij geïnteresseerd in sport en auto's, waarvan hij onder andere tekeningen maakte.
Van 1953 tot 1959 studeerde hij aan de Universiteit van Californië - Berkeley, waar hij een MA geschiedenis haalde. Aansluitend volgde hij een opleiding tot kunstschilder, maar stapte al snel over op beeldhouwen, waarbij hij meerdere media toepaste. In 1960 nam hij met twee vrienden, de avant-garde componisten La Monte Young en Terry Riley, deel aan happenings en theaterproducties in de omgeving van San Francisco. Door zijn kennismaking met het werk van onder andere La Monte Young en danspionier Simone Forti, ontwikkelde De Maria een interesse in taakgerichte, spelachtige projecten die resulteerden in interactieve sculpturen. Zo is zijn installatie Boxes for Meaningless Work (1961) voorzien van de instructies: "Verplaats dingen van de ene doos naar de volgende doos heen en weer, heen en weer, enz. Wees je ervan bewust dat wat je doet betekenisloos is."
In 1960 verhuisde De Maria naar New York, waar hij een jaar later trouwde met Susanne (later Susanna) Wilson. Vanaf 1963 runde De Maria, samen met zijn vrouw Susanna en medekunstenaar Robert Whitman (Whitman was getrouwd met Simone Forti, met wie hij ook samenwerkte), een galerie in Lower Manhattan, waar ze, naast Whitmans happenings en De Maria's minimalistische houtsculpturen, Joseph Cornells collectie zeldzame films toonden. Zijn vroege sculpturen uit de jaren 60 zijn beïnvloed door dadaïsme, suprematisme en constructivisme. Deze invloed uitte zich in het gebruik van eenvoudige geometrische vormen en industrieel vervaardigde materialen zoals roestvrij staal en aluminium – materialen die ook kenmerkend zijn voor minimal art. Met de steun van verzamelaar Ethel Scull begon De Maria in 1965 sculpturen van metaal te maken. Eveneens in 1965 kreeg hij een solotentoonstelling in de Paula Johnson Gallery (later Paula Cooper Gallery) in de New Yorkse Upper East Side.
Halverwege de jaren 60 raakte hij tevens betrokken bij andere artistieke activiteiten. Zijn werk Cage, opgedragen aan John Cage, werd opgenomen in de baanbrekende tentoonstelling Primary Structures uit 1966 in het Jewish Museum in New York. Hij verscheen in happenings en componeerde twee muzikale werken, Cricket Music (1964) en Ocean Music (1968). Daarnaast produceerde hij twee films, Three Circles and Two Lines in the Desert en Hardcore (beide 1969). In 1965 werd De Maria drummer in de New Yorkse rockgroep The Primitives en in een kunstenaars-/muzikantengroep genaamd The Druds. Medeleden van The Primitives waren Lou Reed en John Cale. De band wordt gezien als voorloper van The Velvet Underground.
Hij nam als kunstenaar deel aan documenta 4 in Kassel (1968), aan documenta 5 (1972) en documenta 6 (1977). De Maria exposeerde in de jaren 70, 80 en 90 in talloze musea en galeries in Europa en Japan. Zo had hij in 1984 een grote tentoonstelling in Museum Boijmans Van Beuningen in Rotterdam. Pas in 2011 kreeg hij zijn eerste grote museumtentoonstelling in Amerika, in de Menil Collection in Houston.
In 1980 kocht De Maria een vier verdiepingen tellend, ruim 1500 m² groot onderstation op 421 East Sixth Street en een aangrenzend perceel. In februari 2014 werd het pand verkocht voor $ 25 miljoen. Zakenman en kunstverzamelaar Peter Brant kocht De Maria's studio en vestigde er het Brant Art Center als huisvesting van zijn kunstcollectie.
De Maria reisde in mei 2013 naar Californië om de honderdste verjaardag van zijn moeder te vieren en kreeg daar een paar dagen later een beroerte. Hij overleed enkele weken later op 77-jarige leeftijd in Los Angeles. Zijn moeder en een broer overleefden hem.

## Werken (selectie)

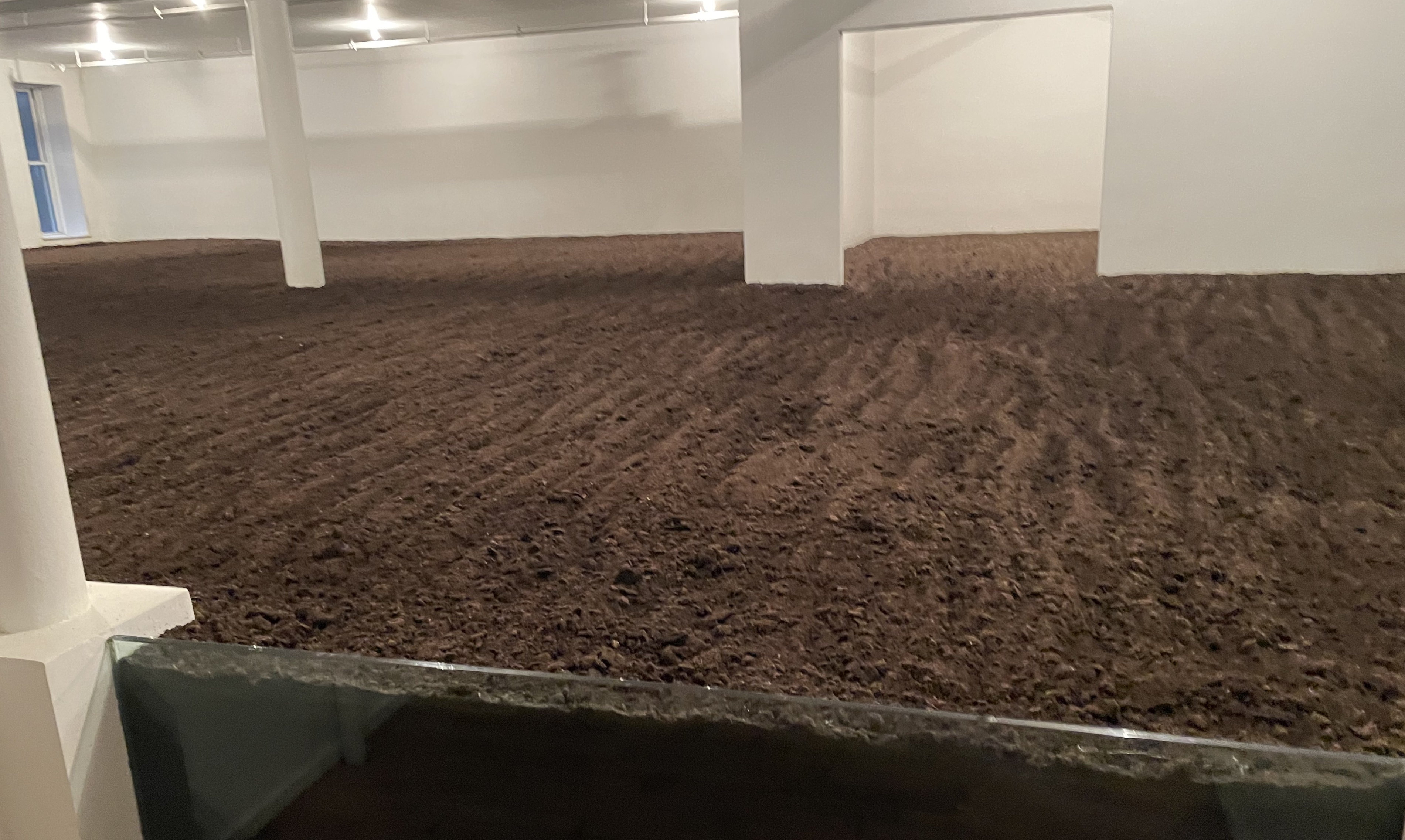
The New York Earth Room (1977), gefotografeerd in 2024

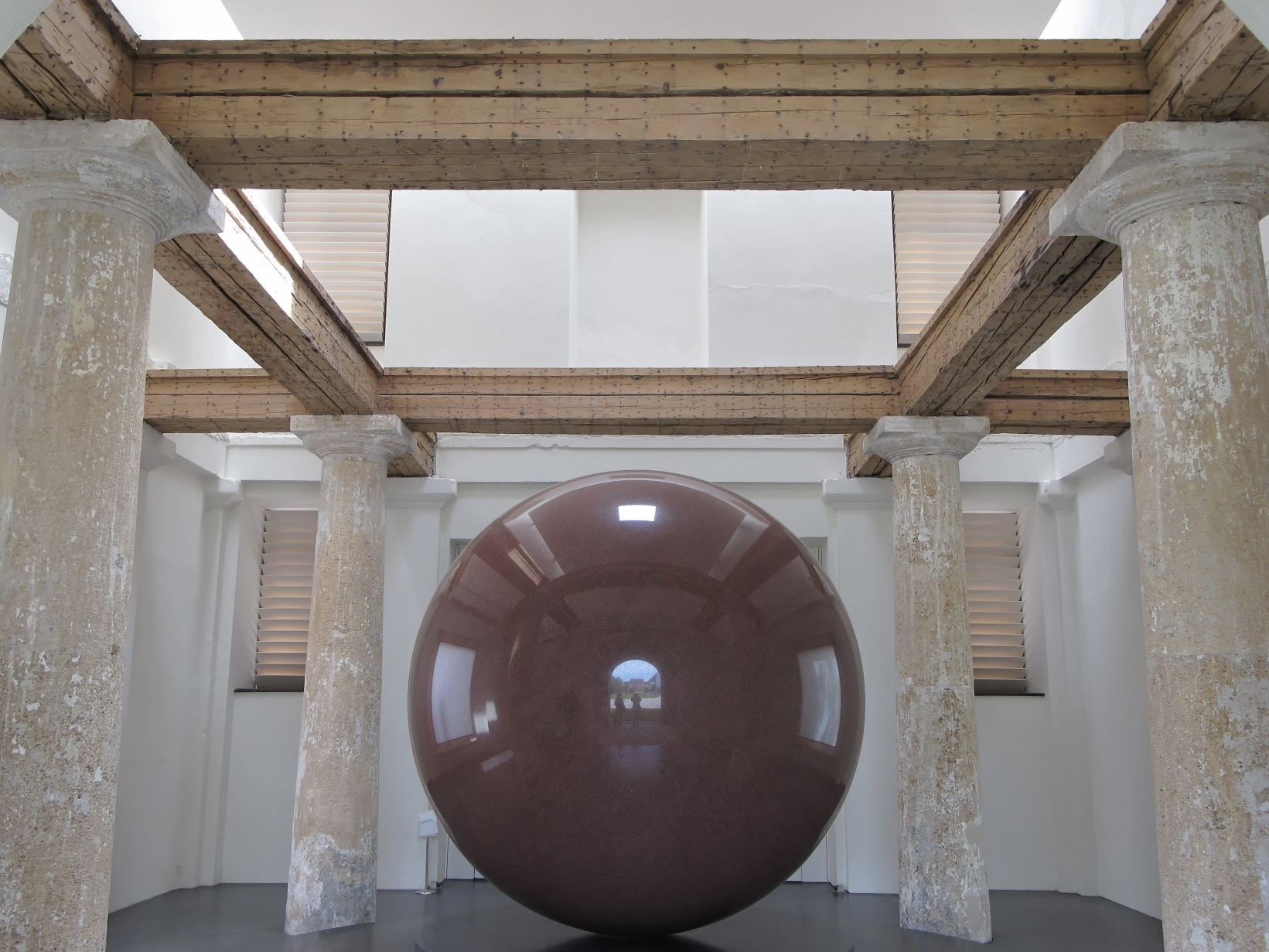
Large Red Sphere (2002), Türkentor, München

- 1965: Water Water Water (conceptuele landschapstekening)
- 1965: Silver Portrait of Dorian Gray (sculptuur)
- 1965: Cage (sculptuur), Museum für Moderne Kunst (MMK), Frankfurt am Main
- 1966: Pyramid Chair, (sculptuur van roestvast staal en lakleer), MMK, Frankfurt am Main
- 1966/1991: 4-6-8 Series, (verchroomd stalen sculptuur, 27 delen), MMK, Frankfurt am Main
- 1966: High Energy Bar (stalen sculptuur), MMK, Frankfurt am Main
- 1968: Mile Long Parallel Walls In The Desert (land art-project)
- 1968: Sphinx, (land art-project), Hamburg
- 1968: Münchner Erdraum (tijdelijke installatie bestaande uit 50 kubieke meter geharkte en gladgestreken turfstrooisel), vanaf 1980 permanent te zien als New York Earth Room in 141 Wooster Street, SoHo, New York (een van de 9 sites beheerd door de Dia Art Foundation)
- 1969: Las Vegas Piece (land art-installatie)
- 1969: Three Circles and Two Lines in the Desert (film), virtuele tv-galerie Gerry Schum, Berlijn
- 1969: Hard Core (film over land art en een duel tussen twee cowboys in de stijl van High Noon)
- 1972: Triangle, Circle, Square (aluminiumsculptuur), MMK, Frankfurt am Main
- 1974–1977: The Lightning Field (land art-installatie van 400 geslepen stalen staven op een oppervlakte van meer dan een vierkante kilometer, bedoeld om als kosmisch onderstation te functioneren tijdens een onweer), in het noorden van New Mexico (een van de 9 sites van de Dia Art Foundation)
- 1977: The Vertical Earth Kilometer (installatie als onderdeel van documenta 6 bestaande uit een verticaal boorgat gevuld met massieve messingstaven met een totale lengte van een kilometer), Friedrichsplatz , Kassel (een van de 9 sites beheerd door de Dia Art Foundation)
- 1979: The Broken Kilometer (installatie bestaande uit 500 ronde, gepolijste, massieve messing staven, elk met een lengte van 2 meter, tezamen een kilometer vormend), 393 West Broadway, New York (een van de 9 sites beheerd door de Dia Art Foundation)[3]
- 1989: Sphère des droits de l'homme (bolvormige sculptuur van graniet, ter gelegenheid van de tweehonderdste verjaardag van de Franse Revolutie), binnenplaats Palais Bourbon, Parijs
- 1992: The 2000 Sculpture (installatie van 2000 gipsdelen die het jaar 2000 verbeelden), o.a. te zien in Kunsthaus Zürich (1999-2000) en Los Angeles County Museum of Art (2010)
- 2002: One Sun/34 Moons (installatie i.s.m. architect Steven Holl), vanaf 2007 in Nelson-Atkins Museum of Art, Kansas City
- 2002: Large Red Sphere (sculptuur), Türkentor, München

## Trivia
- De epiloog van de roman Blood Meridian, or the Evening Redness in the West van de Amerikaanse schrijver Cormac McCarthy uit 1984 zou zijn geïnspireerd door De Maria's installatie The Lightning Field (1977).[4]
- In 2015 produceerde en regisseerde filmmaker en kunsthistoricus James Crump Troublemakers: The Story of Land Art. Deze documentaire speelt zich af in de verlaten woestijngebieden van het Amerikaanse zuidwesten en bevat zeldzame beelden van De Maria en diverse bestaande en niet-gerealiseerde werken van de kunstenaar.[5]